# Laim
Laim est un secteur de Munich et compte 51 329 habitants (2008).

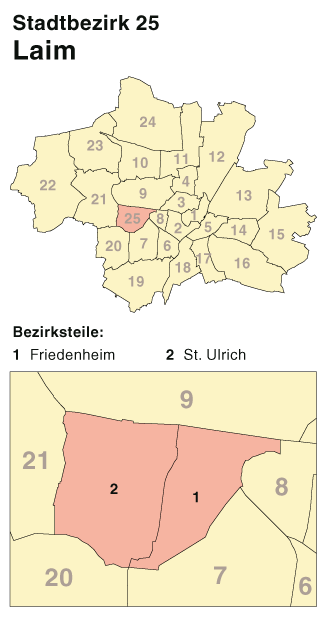
Stadtbezirk 25 Laim: Secteur de Munich

## Principaux monuments

### Laimer Anger
Centre historique de Laim, Laimer Anger (de). C'est en ce lieu qu'a été fêté les 100 ans de l'annexion de Laim à Munich les 1er et 2 juillet 2000.

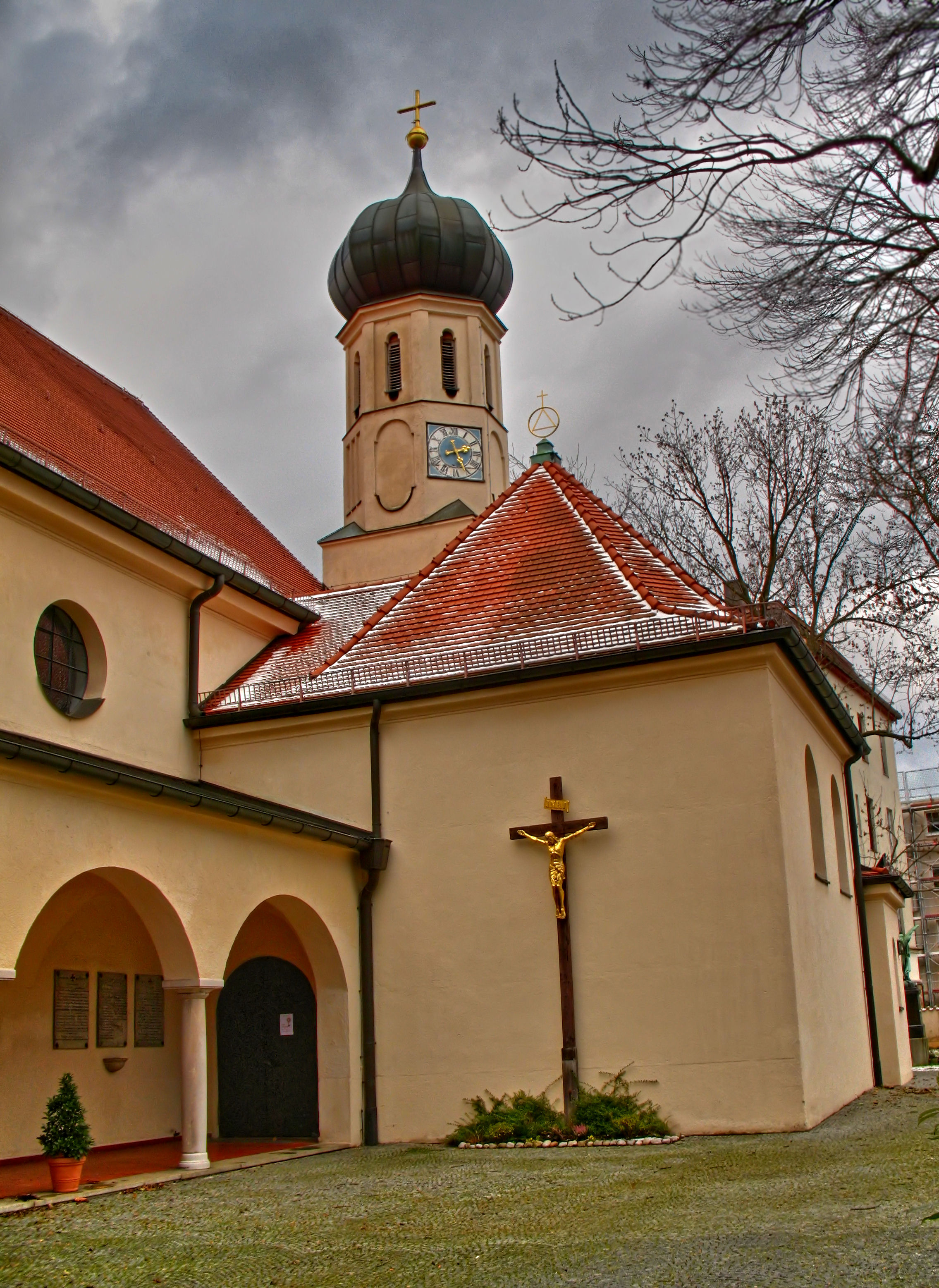
Chapelle de St. Ulrich

### St. Ulrich
C'est en 1315, qu'apparaît pour la première fois mention de la paroisse de Saint Ulrich (probablement plus ancienne).
Cette église comporte un traditionnel clocher bavarois avec un dôme en oignon (ce n'est pas un oignon le legume!).

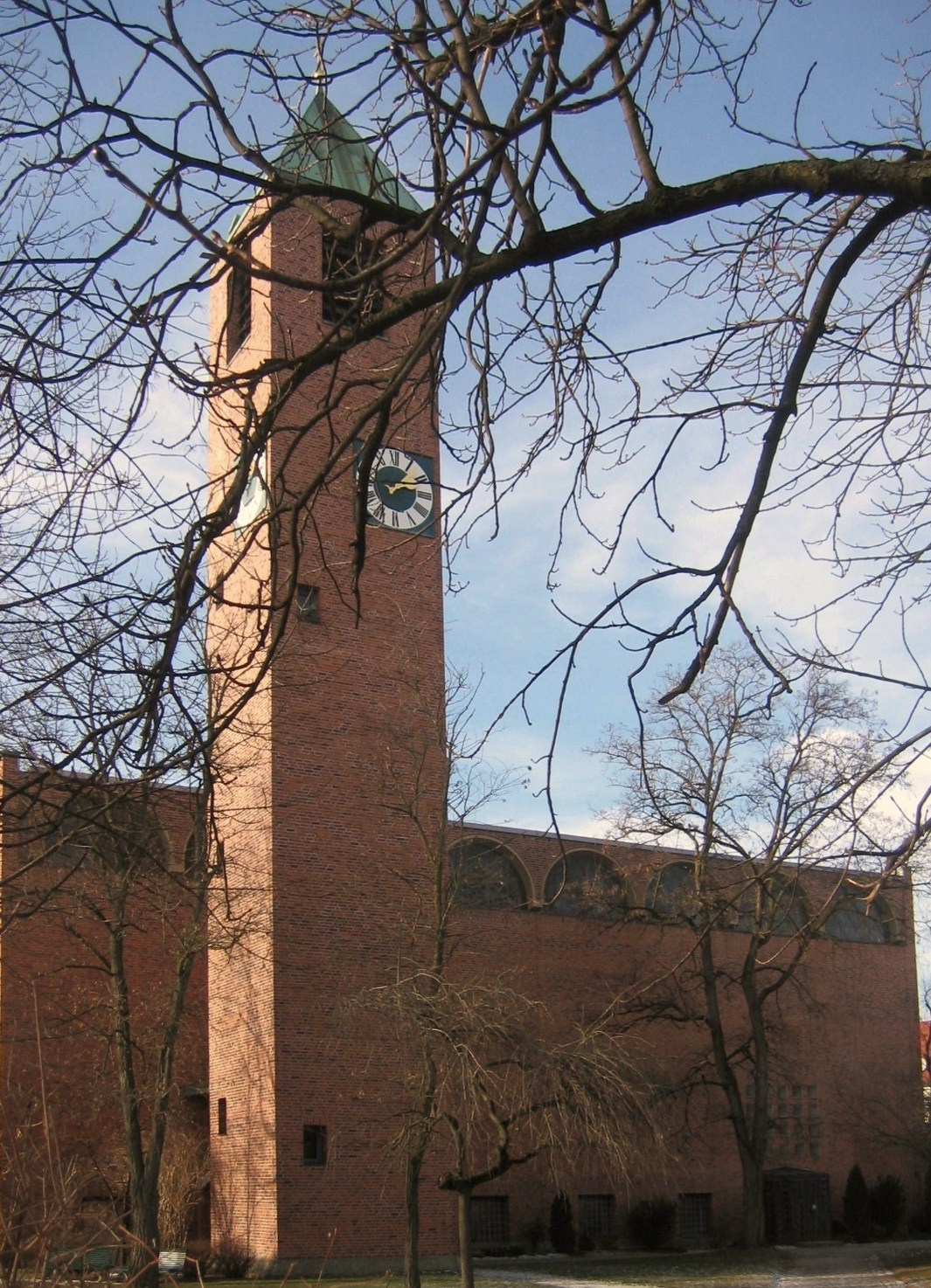
Église Paul-Gerhardt-Kirche à Munich-Laim

### Église Paul-Gerhardt
L'église luthérienne Paul-Gerhardt fut érigée en 1955/56 par Johannes Ludwig. 

### Les douze apôtres
L'église catholique des douze apôtres a été érigée 1952-1953 par Sep Ruf.

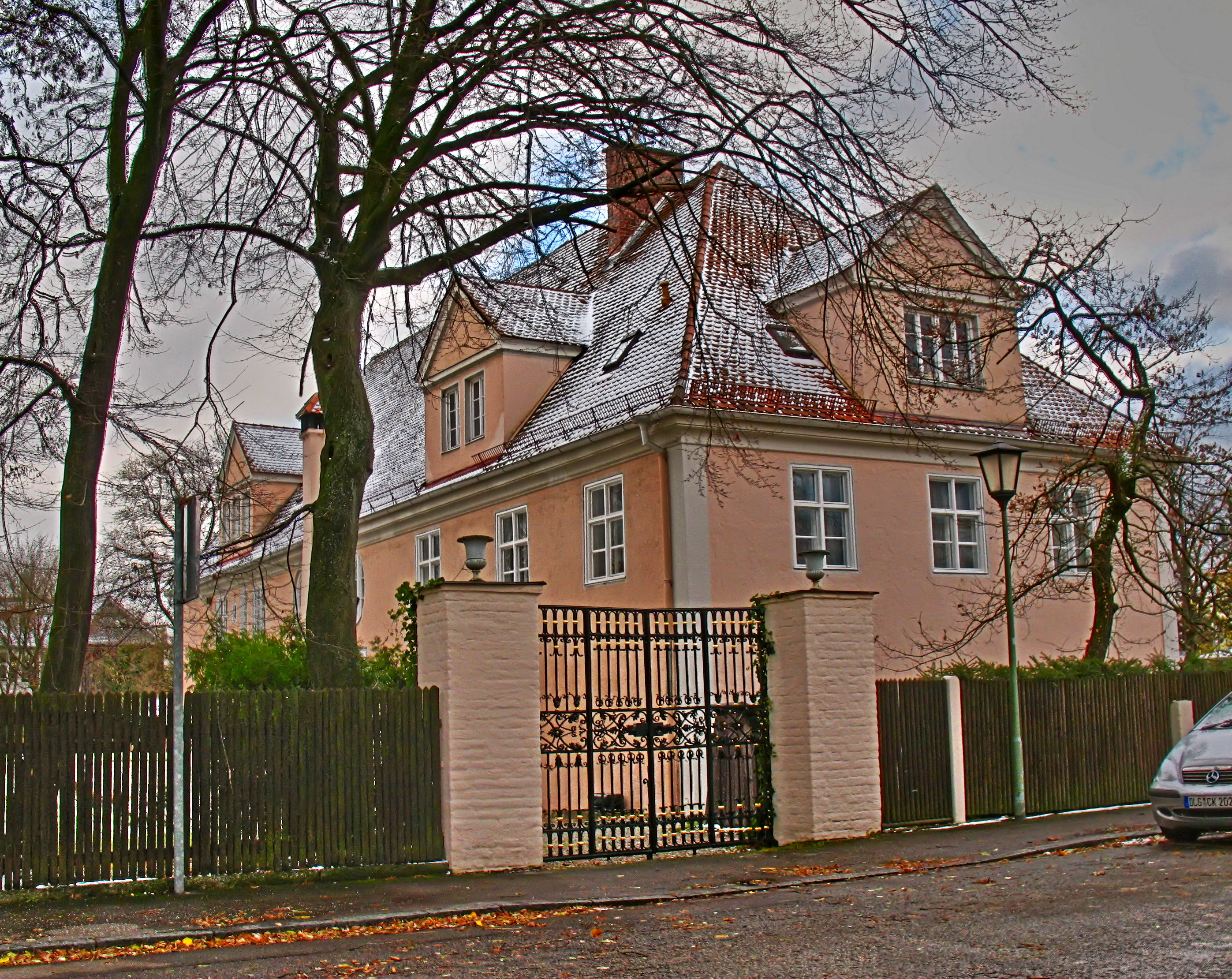
„Château de Laim“

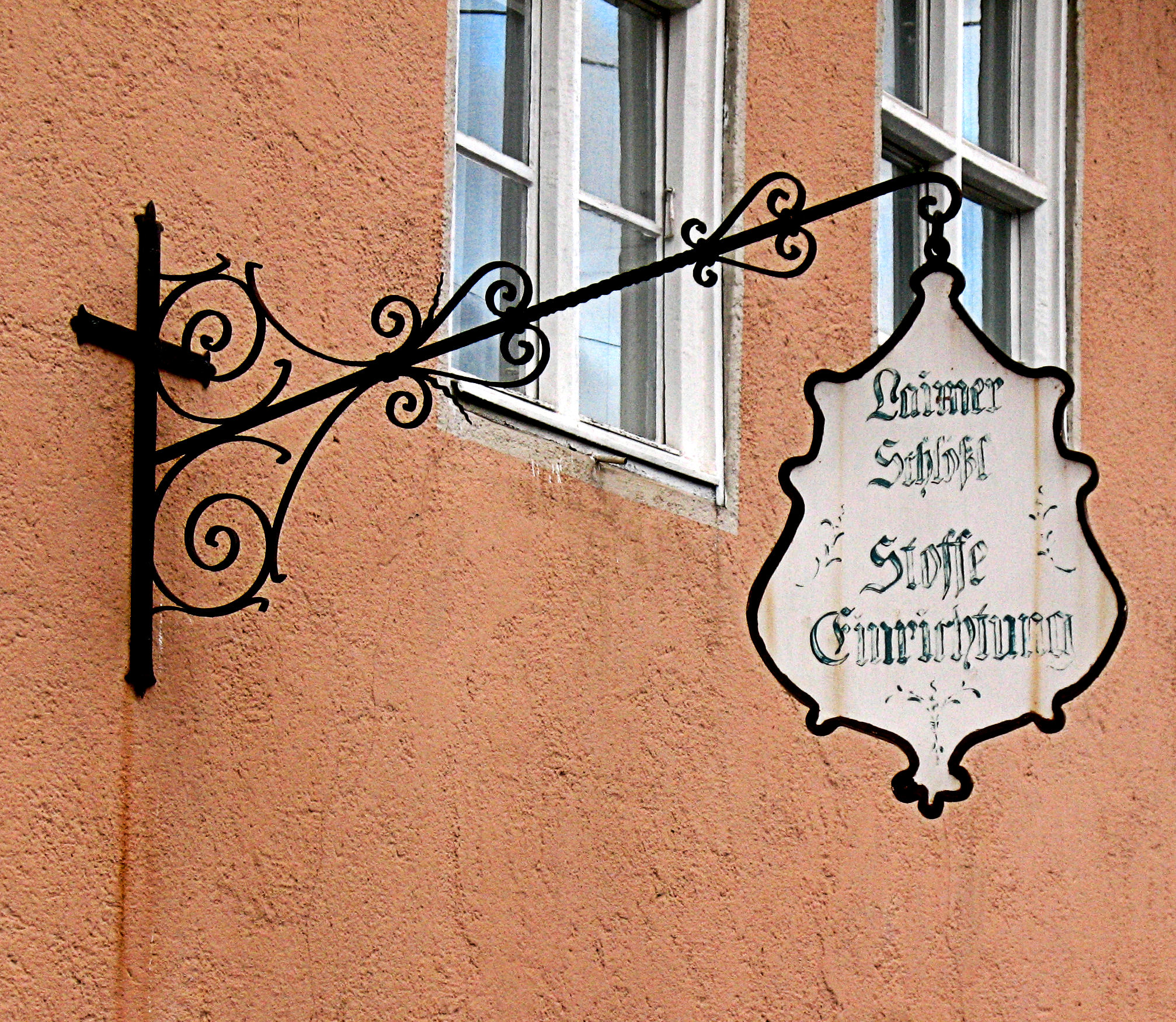
Hausschild

### Manoir de Laim
Le manoir de Laim se situe rue Agnes Bernauer. Celui-ci fut un centre d'affaire créé par Max Emanuel sur le lieu d'un ancien pavillon de chasse. Il tomba en ruine et fut rénové au XIXe siècle par Theodor Fischer.

### Magasin Beck
Grand magasin désaffecté, le bâtiment a été rénové en 2008.

### Autres bâtiments
- Villa Ballauf, 8 Riegerhofweg 8, villa malérienne de 1898 réalisée par Franz Rank.
- Lehrer-Angerer-Haus, 32 Mathunisstraße 32, villa baroque, de 1895 réalisée par M. Seidl.

## Transports
Principales lignes:
- Métro ligne U4
- Métro ligne U5 [1]
- Tram lignes 19 et 18.
- Bus lignes 51 et 57.